# Kinderstraßenbahn Frankfurt am Main

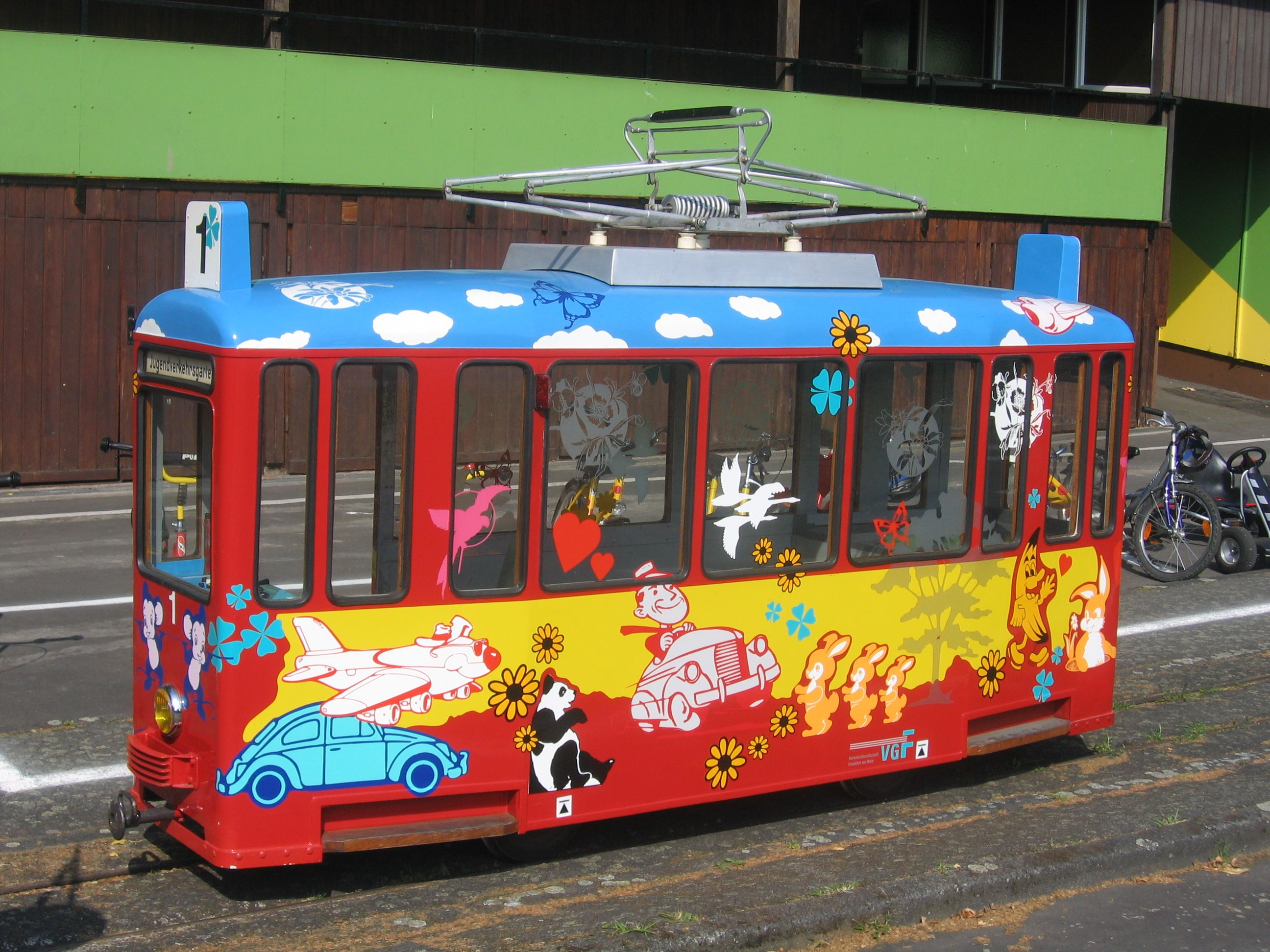
Die Kinderstraßenbahn

Die Kinderstraßenbahn im Jugendverkehrsgarten der Stadt Frankfurt am Main ist eine Miniatur-Straßenbahn im Stil einer Gartenbahn. Die Bahn verkehrt im Jugendverkehrsgarten der Stadt auf einem Schienenoval.

## Technik

### Strecke

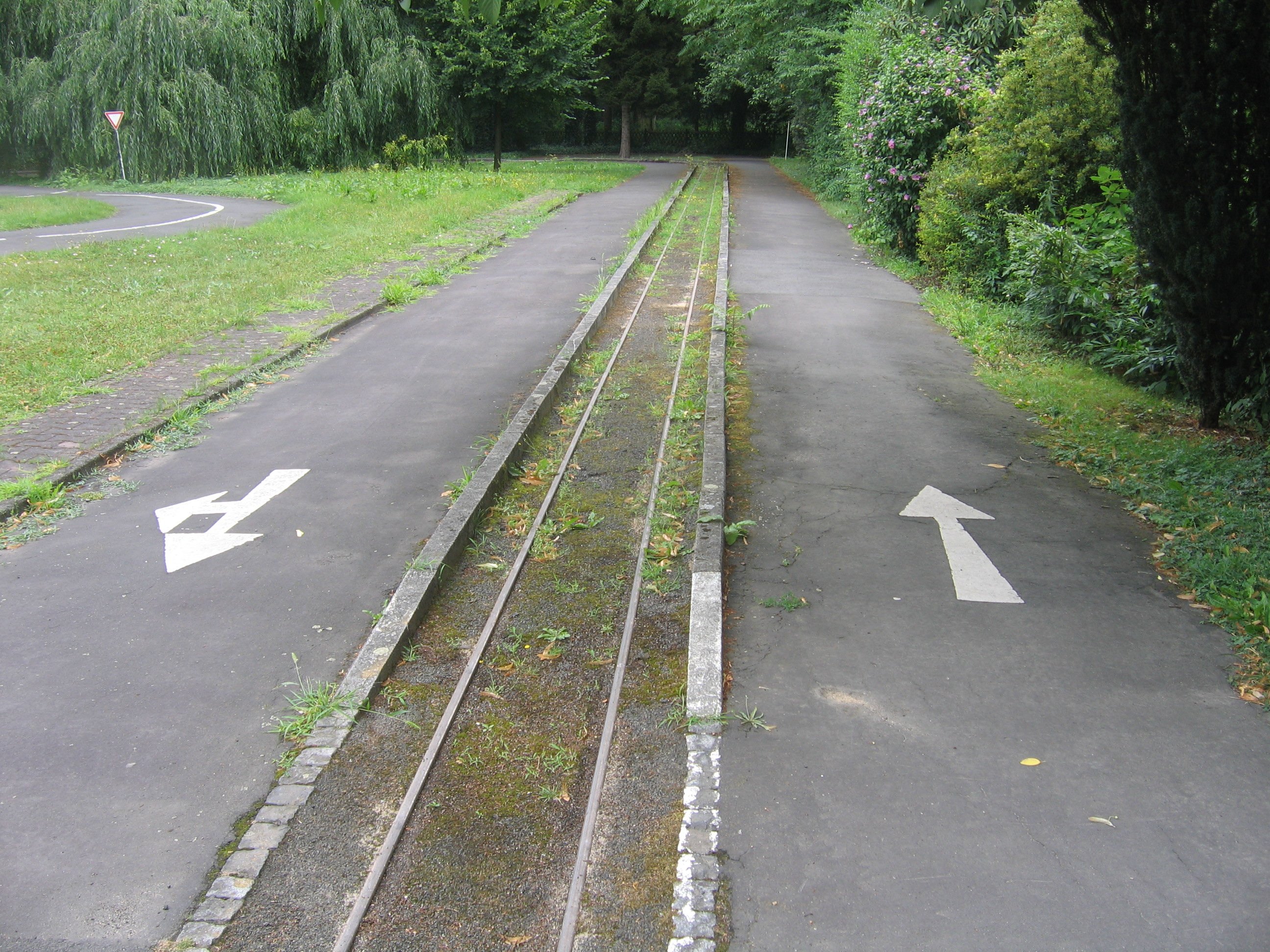
Die Trasse

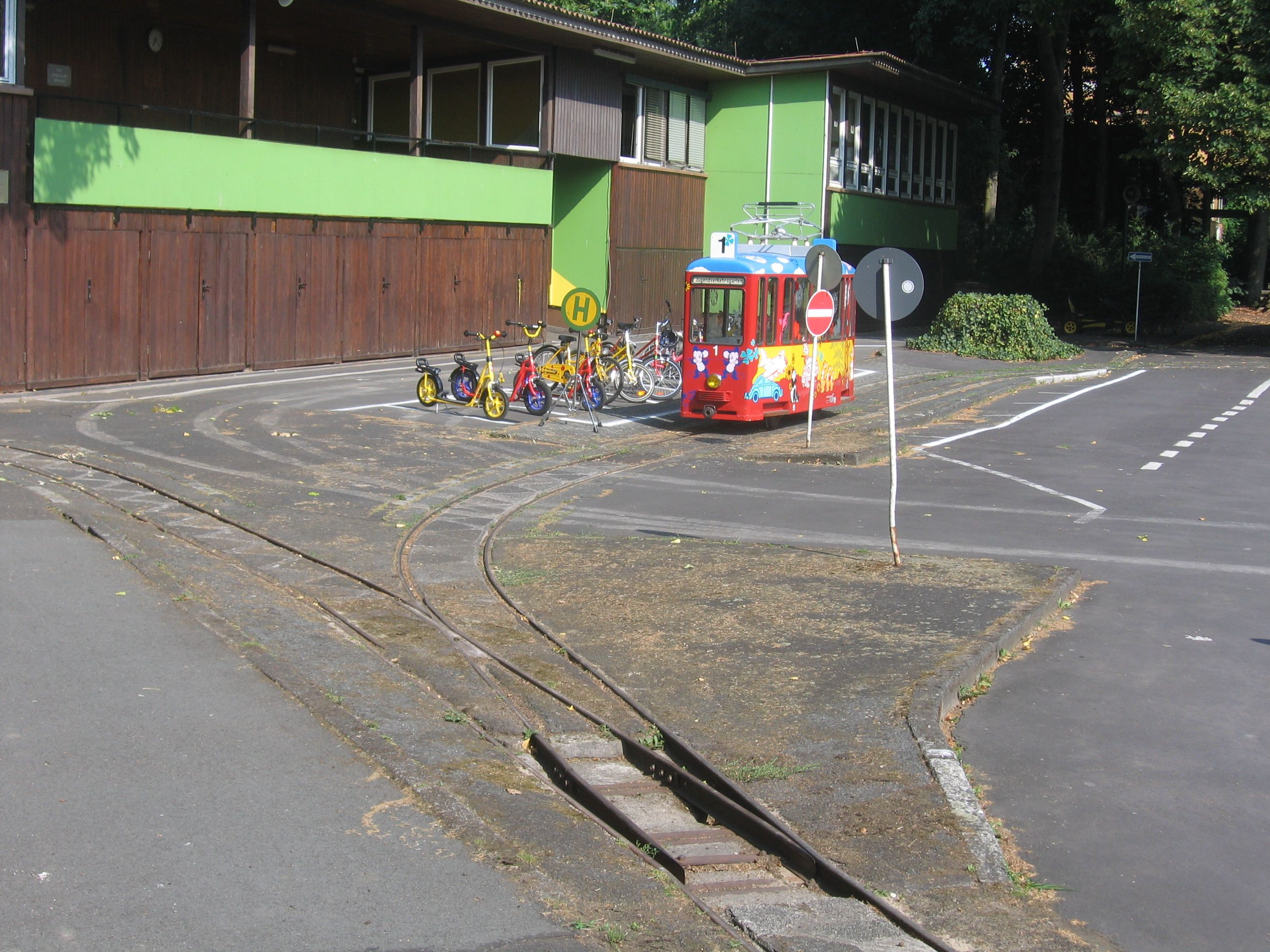
Die Weiche

Die Kinderstraßenbahn wurde im Mai 1960 in der Spurweite 410 mm im Jugendverkehrsgarten der Stadt Frankfurt am Main am Rande des Grüneburgparks an der Siesmayerstraße errichtet. Die Gleisstrecke ist 220 m lang und umrundet die Anlage des Jugendverkehrsgartens in einem großen Oval. Es besteht eine Abzweigung zur Unterstellanlage im Gebäude des Jugendverkehrsgartens. Eine Oberleitung existiert nicht. Die Trasse quert eine mit einer funktionsfähigen Ampel ausgestattete Kreuzung mit Fahrsignalen für die Bahn.

### Fahrzeug
Die Kinderstraßenbahn hat nur ein Fahrzeug, das äußerlich dem Frankfurter Triebwagen Typ K nachgebildet ist, wie er bis in die Gegenwart als Ebbelwei-Expreß in der Stadt im Einsatz ist. Der Wagen wurde 1960 in der Ausbildungswerkstatt der Stadt Frankfurt gebaut. Die Energie für den Elektromotor liefern Lkw-Akkus mit einer Spannung von 24 Volt, die Energie reicht für knapp acht Stunden ununterbrochenen Betriebs. Die Leistung des Motors beträgt 500 Watt. Bis zu fünf Kinder und der Fahrer können in dem Fahrzeug Platz finden. Das Fahrzeug ist 330 cm lang, 160 cm hoch (mit nachgebildetem Stromabnehmer 220 cm) und 82 cm breit. Es wiegt 750 kg und hat eine Höchstgeschwindigkeit von 5 km/h. 2007 wurde das Fahrzeug überholt. Es wird von der Verkehrsgesellschaft Frankfurt (VGF) technisch betreut und von Polizeibeamten gefahren, die im Jugendverkehrsgarten Verkehrsunterricht erteilen.

## Betrieb

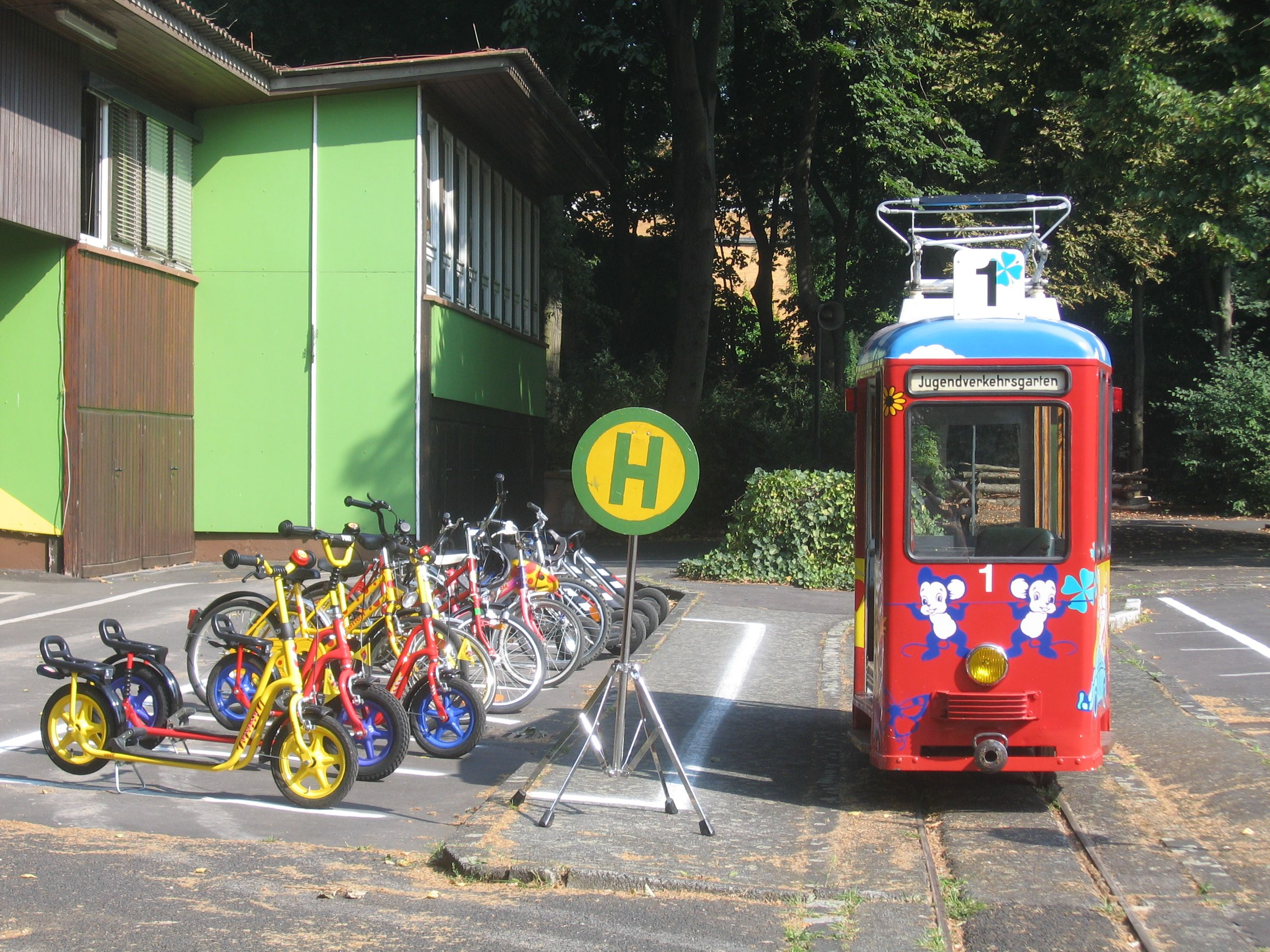
Die Haltestelle

Die Bahn verkehrt als Linie 1. Sie wird vor allem während der örtlichen Ferienspiele eingesetzt, während des regulären Verkehrsunterrichts dagegen nur selten.
Die Zukunft der Kinderstraßenbahn und des gesamten Geländes ist zurzeit (Stand: August 2017) offen, da nach dem Wegzug der benachbarten Biologischen Institute auch der Verkehrsgarten möglicherweise einer neuen Bebauung weichen soll oder als Grünfläche dem Grüneburgpark zugeschlagen werden könnte.